# Paul Biya
Paul Biya (nacido como Paul Barthélemy Biya'a bi Mvondo; Mvomeka'a, 13 de febrero de 1933) es un político camerunés que ejerce como presidente de Camerún desde el 6 de noviembre de 1982 y que también fue primer ministro de su país entre el 30 de junio de 1975 y el 6 de noviembre de 1982, lo que lo convierte en el gobernante no monárquico con el mandato más extenso de la historia, con poco más de 50 años en el poder de forma ininterrumpida, y en el jefe de Estado más antiguo del mundo. Diversas fuentes y medios lo consideran dictador.
Biya encabeza un régimen autoritario en Camerún. Su gobierno ha sido denunciado por las constantes violaciones a los derechos humanos, los casos de corrupción que involucran a la élite gobernante y a empresarios cercanos a su familia, acusaciones de fraude electoral y persecución a grupos de izquierda para mantenerse en el poder.

## Biografía

### Primeros años y educación
Paul Biya nació el 13 de febrero de 1933 en Mvomeka'a. Realizó sus estudios primarios y secundarios en diversas escuelas y seminarios católicos, entre ellos el seminario San Tircirio de Édea y Akono, y el Liceo General de Yaundé, en donde obtuvo su título de bachiller. Poco después, viaja a París, Francia, en donde continúa sus estudios en el Liceo Louis le Grand, en la Universidad de Sorbona y en el Sciences Po (Instituto de Ciencias Políticas de París) en donde se gradúa en Derecho Público y en Relaciones Internacionales en 1961.

### Carrera política
A su regreso al país en 1962 entró al servicio del Presidente Ahmadou Ahidjo, llegando a ser Ministro Secretario General de la Presidencia en 1968 y primer ministro en 1975. En 1982 el presidente renunció debido a problemas de salud y Biya fue escogido como su sucesor. En 1984 enfrentó un golpe de Estado liderado por Ahidjo, por lo que debió realizar una purga entre sus colaboradores, destituyendo a los más cercanos al expresidente.

## Presidencia (1982-presente)
Único candidato, fue elegido presidente en 1984 y 1988. Adopta un plan de ajuste estructural presentado por el Fondo Monetario Internacional (FMI) y el Banco Mundial: privatización, apertura a la competencia, reducción del gasto social, etc. Los salarios de los funcionarios se reducen en un 60%, el sector informal aumentó de forma muy significativa, pero las clases dominantes no se ven afectadas por este programa.
En 1992 y debido a las presiones internas y externas aceptó la realización de Elecciones presidenciales de Camerún de 1992, siendo acusado de enormes fraudes tras su victoria. Ha sido reelecto en 1997, 2004, 2011 y 2018, cada vez con mayores y más graves denuncias de corrupción, fraude y delitos de lesa humanidad.
Pese a las numerosas y manifiestas denuncias de fraude, Biya ha contado con el apoyo incondicional de Francia, su antigua metrópoli y principal valedor, que le suministra armas y entrena a sus fuerzas represivas : "Con el respaldo de Francia, que ha financiado decisivamente una economía muy voluble por las tendencias a la baja en los precios del cacao, el café y el petróleo (las principales producciones) y por el retraso de las reformas estructurales, Biya se sintió autorizado para congelar el proceso democratizador iniciado en 1990 y restaurar un orden dictatorial a todos los efectos".  Francia es el primer inversor extranjero, por delante de los Estados Unidos. Ciento cinco filiales francesas están situadas en todos los sectores clave (petróleo, madera, construcción, telefonía móvil, transporte, banca, seguros, etc.).
En febrero de 2008 se produjeron disturbios que exigieron la bajada de los precios y la salida de Paul Biya. Los manifestantes fueron severamente reprimidos: cien muertos, miles de detenciones.

#### Conflictos en 2017
En octubre de 2016, los abogados, togados y los profesores de las dos regiones anglófonas del país (Noroeste y Suroeste, con capital en Bamenda y Buea, alrededor de un 20 % de la población) marcharon en señal de protesta por lo que consideraban la imposición del francés reclamando el  respeto a su diferencia cultural y el regreso al federalismo. Organizaciones políticas locales que sostenían la protesta como el Southern Cameroon national council (SCNC)fueron ilegalizados el 17 de enero de 2017. Desde la reunificación con el Camerún oriental, antigua colonial francesa, en forma de Estado federal, las dos regiones occidentales del país centroafricano se han venido quejando de ser abocados a la insignificancia cultural frente a la mayoría francófona. "Luego de la reunificación, ahora uno maneja su auto a la derecha, el franco remplazó a la libra como moneda, el año escolar imitó el de los francófonos, el sistema métrico remplazó las medidas británicas, pero en vano he buscado una sola institución traída del Camerún anglófono. La influencia cultural de los anglófonos es prácticamente nula", decía el antiguo ministro anglófono Bernard Fonlon en la revista cultural Abbia. Con el fin del federalismo y el paso al estado unitario en 1972, este sentimiento de discriminación y marginación se agudizó y nacieron las primeras veleidades independentistas.
Durante los últimos años la situación se ha ido agravando, especialmente después de la detención y acusación por terrorismo de los líderes más visibles del movimiento. Entre enero y abril, y a principios de octubre, se interrumpieron las conexiones de teléfono e Internet en las regiones anglófonas, sin que hubiera explicación oficial. Provocando fuertes protestas en las redes sociales bajo el lema #BringBackOurInternet# con apoyo de organizaciones como Internet Sin fronteras o de  Edward Snowden. Otro punto de inflexión fue la marcha para la proclamación simbólica de un nuevo estado llamado Ambazonia en el Día de la Fiesta (de la unificación) Nacional el 1 de octubre de 2017. Estas marchas fueron mortalmente reprimidas por el gobierno, con un saldo de vidas que difieren entre los 4, 17 y más de 100 personas, según sean las fuentes gubernamentales, de Amnistía Internacional o de la ONG local REDHAC, quienes hicieron una lista de fallecidos. La guerra en Ambazonia se ha venido agravando desde su inicio en 2017 con mayor presencia de grupos armados separatistas que han extendido sus actividades armadas a la provincia de Bakassi en Nigeria, así como multiplicado sus actos terroristas.